# Томас Шведкаускас
Томас Шведкаускас (лит. Tomas Švedkauskas, нар. 22 червня 1994, Маріямполе) — литовський футболіст, воротар клубу «Паневежис» та національної збірної Литви.

## Клубна кар'єра
Народився 22 червня 1994 року в місті Маріямполе. Вихованець юнацької команди «Судува», у основі якої дебютував 2009 року. За два сезони взяв участь у 5 матчах чемпіонату.
У сезоні 2011/12 грав на правах оренди в італійській «Фіорентині», де виступав за молодіжну команду і був названий найкращим воротарем Турніру Віареджо 2012 року, втім в кінці сезону «Фіорентина» не реалізувала право на викуп і 4 липня 2012 року перейшов у інший італійський клуб «Рома», підписавши п'ятирічну угоду. В новій команді отримав 55 номер та став запасним воротарем, і у Серії А 2012/13 17 разів був на лаві запасних, втім за першу команду так і не дебютував і в подальшому грав на правах оренди за нижчолігові клуби «Паганезе», «Пескара», «Ольяненсі», «Асколі», «Лупа Рома» та «Катандзаро».
Влітку 2017 року підписав контракт з румунським клубом другого дивізіону УТА (Арад), втім основним гравцем не став і на початку наступного року повернувся на батьківщину, уклавши контракт з клубом «Тракай». Станом на 13 листопада 2018 року відіграв за клуб з Тракая 23 матчі в національному чемпіонаті.

## Виступи за збірні
2009 року дебютував у складі юнацької збірної Литви, взяв участь у 24 іграх на юнацькому рівні, пропустивши 16 голів.
Протягом 2013—2017 років залучався до складу молодіжної збірної Литви. На молодіжному рівні зіграв у 10 офіційних матчах, пропустив 17 голів.
8 червня 2018 року дебютував в офіційних матчах у складі національної збірної Литви в товариській грі проти Ірану (0:1), відігравши увесь матч.
| Дата     | Місто  | Господарі | Результат | Гості | Турнір           | Голи | Примітки |
| -------- | ------ | --------- | --------- | ----- | ---------------- | ---- | -------- |
| 8-6-2018 | Москва | Іран      | 1 – 0     | Литва | товариський матч | -1   |          |
| Усього   |        | Матчів    | 1         |       | Голів            | ?    |          |

## Титули і досягнення
- Володар Суперкубка Литви (2):

«Судува»: 2022: «Паневежис»: 2024